# Zapotitlán Tablas
Zapotitlán Tablas là một đô thị thuộc bang Guerrero, México. Năm 2005, dân số của đô thị này là 9601 người.